# Гусарівська сільська рада (Барвінківський район)
Гуса́рівська сільська́ ра́да — адміністративно-територіальна одиниця та орган місцевого самоврядування в Барвінківському районі Харківської області. Адміністративний центр — село Гусарівка.

## Загальні відомості
- Гусарівська сільська рада утворена в 1923 році.
- Територія ради: 83,606 км²
- Населення ради: 3 110 осіб (станом на 2001 рік)
- Територією ради протікає річка Сухий Торець.

## Населені пункти
Сільській раді були підпорядковані населені пункти:
- с. Гусарівка
- с. Василівка Друга
- с. Василівка Перша
- с. Веселе
- с. Маяк
- с. Нікополь
- с. Новопавлівка
- с. Олександрівка

## Склад ради
Рада складалася з 22 депутатів та голови.
- Голова ради: Бацій Олена Миколаївна
- Секретар ради: Бублик Валентина Леонідівна

### Керівний склад попередніх скликань
| Прізвище, ім'я, по батькові | Основні відомості                                                         | Дата обрання | Дата звільнення |
| --------------------------- | ------------------------------------------------------------------------- | ------------ | --------------- |
| Бацій Олена Миколаївна      | Сільський голова, 1969 року народження, освіта вища, член Партії регіонів | 26.03.2006   | 31.10.2010      |
| Бацій Олена Миколаївна      | Сільський голова, 1969 року народження, освіта вища, член Партії регіонів | 31.10.2010   |                 |

Примітка: таблиця складена за даними сайту Верховної Ради України

### Депутати
За результатами місцевих виборів 2010 року депутатами ради стали:

#### За суб'єктами висування
| Суб'єкт висування | Кількість обраних депутатів | %   |
| ----------------- | --------------------------- | --- |
| Партія регіонів   | 18                          | 100 |

#### За округами
| № округу        | Прізвище, ім'я, по батькові       | Дата визнання обраним | Освіта  | Партійна приналежність | Відомості про обраного депутата                               |
| --------------- | --------------------------------- | --------------------- | ------- | ---------------------- | ------------------------------------------------------------- |
| Партія регіонів |                                   |                       |         |                        |                                                               |
| 1               | Прядко Лідія Миколаївна           | 03.11.2010            | середня | член Партії регіонів   | Обласна психіатрична лікарня№ 2, молодша медична сестра       |
| 2               | Бойко Юрій Володимирович          | 03.11.2010            | середня | член Партії регіонів   | Обласна психіатрична лікарня№ 2, сторож                       |
| 3               | Спірко Людмила Миколаївна         | 03.11.2010            | середня | член Партії регіонів   | пенсіонер                                                     |
| 4               | Кириченко Наталія Григорівна      | 03.11.2010            | середня | член Партії регіонів   | тимчасово не працює                                           |
| 5               | Драгун Наталія Володимирівна      | 03.11.2010            | середня | член Партії регіонів   | тимчасово не працює                                           |
| 6               | Чередніченко Валентина Яківна     | 03.11.2010            | середня | член Партії регіонів   | пенсіонер                                                     |
| 7               | Дашивець Ігор Михайлович          | 03.11.2010            | середня | член Партії регіонів   | с. Гусарівка, ДНЗ № 7, сторож                                 |
| 8               | Нестеренко Світлана Олексіївна    | 03.11.2010            | середня | член Партії регіонів   | тимчасово не працює                                           |
| 9               | Рогова Неля Василівна             | 03.11.2010            | вища    | член Партії регіонів   | Гусарівська загальноосвітня школа І-ІІІ ст., вчитель          |
| 10              | Барабаш Євгенія Миколаївна        | 03.11.2010            | середня | член Партії регіонів   | Нікопольська сільська бібліотека, завідувачка                 |
| 11              | Новікова Світлана Леонтіївна      | 03.11.2010            | середня | член Партії регіонів   | Нікопольська сільська бібілотека, завідувачка читального залу |
| 12              | Майборода Галина Василівна        | 03.11.2010            | середня | член Партії регіонів   | тимчасово не працює                                           |
| 13              | Гавриленко Олександр Анатолійович | 03.11.2010            | середня | член Партії регіонів   | Гусарівська АСМ, фельдшер                                     |
| 14              | Черних Зінаїда Миколаївна         | 03.11.2010            | середня | член Партії регіонів   | пенсіонер                                                     |
| 15              | Магда Олександр Григорович        | 03.11.2010            | вища    | член Партії регіонів   | Гусарівська сільська рада, землевпорядник                     |
| 16              | Чайченко Ольга Вікторівна         | 03.11.2010            | середня | член Партії регіонів   | тимчасово не працює                                           |
| 17              | Мартиненко Олена Іванівна         | 03.11.2010            | середня | член Партії регіонів   | Гусарівська сільська рада, бухгалтер                          |
| 18              | Бублик Валентина Леонідівна       | 03.11.2010            | середня | член Партії регіонів   | Гусарівська сільська рада, секретар                           |